# Świętajno (jezioro w powiecie oleckim)
Świętajno lub Świętowo – jezioro w Polsce, położone w województwie warmińsko-mazurskim, w powiecie oleckim, w gminie Świętajno.

## Położenie
Jezioro leży na Pojezierzu Mazurskim, w mezoregionie Pojezierza Ełckiego, w dorzeczu Połomka–Ełk–Biebrza–Narew–Wisła. Znajduje się około 12 km w kierunku zachodnim od Olecka. W okolicach brzegów położone są miejscowości: Świętajno, na wschodzie i Sulejki, na południu. Do jeziora wpada od południowego wschodu, od strony Jeziora Dworackiego i wypływa na zachodzie, w kierunku rzeki Ełk ciek o nazwie Połomka. W najbliższym otoczeniu znajdują się pola, pastwiska i łąki, a także zabudowania pobliskich wsi.
Linia brzegowa akwenu jest słabo rozwinięta. Brzegi są bardzo niskie. W zachodniej części jeziora znajduje się wyspa o powierzchni 0,3 ha.
Zgodnie z typologią abiotyczną zbiornik wodny został sklasyfikowany jako jezioro o wysokiej zawartości wapnia, o dużym wypływie zlewni, stratyfikowane, leżące na obszarze Nizin Wschodniobałtycko-Białoruskich (6a).
Jezioro leży na terenie obwodu rybackiego rzeki Połomska Młynówka – nr 1. Jego użytkownikiem jest Gospodarstwo Rybackie PZW w Suwałkach. Zbiornik wodny jest objęty strefą ciszy.

## Morfometria
Według danych Instytutu Rybactwa Śródlądowego powierzchnia zwierciadła wody jeziora wynosi 80,2 ha. Średnia głębokość zbiornika wodnego to 9,6 m, a maksymalna – 38,4 m. Lustro wody znajduje się na wysokości 132,6 m n.p.m. Objętość jeziora wynosi 7 687,7 tys. m³. Zgodnie z badaniem z 2000 roku przyznano akwenowi III klasę czystości. Maksymalna długość jeziora to 1700 m a szerokość 1000 m. Długość linii brzegowej wynosi 4 600 m.
Inne dane uzyskano natomiast poprzez planimetrię jeziora na mapach w skali 1:50 000 według Państwowego Układu Współrzędnych 1965, zgodnie z poziomem odniesienia Kronsztadt. Otrzymana w ten sposób powierzchnia zbiornika wodnego to 77,0 ha, a wysokość bezwzględna lustra wody – 131,7 m n.p.m.

## Przyroda
Wśród żyjących tu ryb przeważają płocie, szczupaki, leszcze i okonie. Występują też liny, karasie, węgorze i miętusy. Wśród roślinności zanurzonej – moczarka i ramienice, które wzdłuż zachodniego brzegu tworzą rozległą łąkę podwodną. Wokół brzegów dominuje trzcina, można też spotkać pałkę wąskolistną i tatarak.